# Порнография на Кипре
Порнография на Кипре законна, но с ограничениями. Продажа порнографических материалов лицам моложе 18 лет является незаконной. Детская порнография является преступлением и строго запрещена.
Правоохранительные органы и местная полиция часто отслеживают активность в Интернете, где чаще всего происходят такие преступления, как детская порнография. Правоохранительные органы могут собирать информацию с компьютера или идентифицировать информацию о подписчике на основе его IP-адреса. Если кто-то признан виновным в доступе, хранении или распространении детской порнографии, единственным возможным наказанием является тюремное заключение в соответствии с Актом 22 (III) от 2004 года по Закону о борьбе с интернет-преступностью. Срок отбывания наказания зависит от вида преступления, совершённого преступником.

## Приговоры
Порнография очень популярна на Кипре, особенно в интернете. У многих людей возникают проблемы с законом из-за нелегальной детской порнографии.
16 января 2020 года бывший охранник средней школы в Никосии, уволенный за детскую порнографию, был заключён в тюрьму на 4 года после того, как признался в сексуальной эксплуатации детей и хранении детской порнографии. Ему запрещено работать в этой средней школе и общаться с учениками. Ранее он был арестован в октябре 2019 года за то, что убедил четырёх подростков отправить фотографии их половых актов в Facebook.
2 марта 2020 года в понедельник 42-летний мужчина был заключён под стражу на 8 суток за хранение детской порнографии и сексуальную эксплуатацию.
21 апреля 2020 года 24-летний мужчина был отправлен в тюрьму за отправку изображений детского порно другому лицу.